# Federwegbegrenzer
Federwegbegrenzer bzw. Federwegsbegrenzer werden bei Autos benutzt, um das Aufsetzen des Autos auf dem Boden oder das Schleifen der Reifen im Radkasten zu verhindern.
In vielen Autos sind diese bereits serienmäßig eingebaut, jedoch sind sie vor allem unter Tuning-Liebhabern bekannt, da sie z. B. bei tiefergelegten Autos und/oder Fahrzeugen mit großen Rädern sinnvoll sind. 

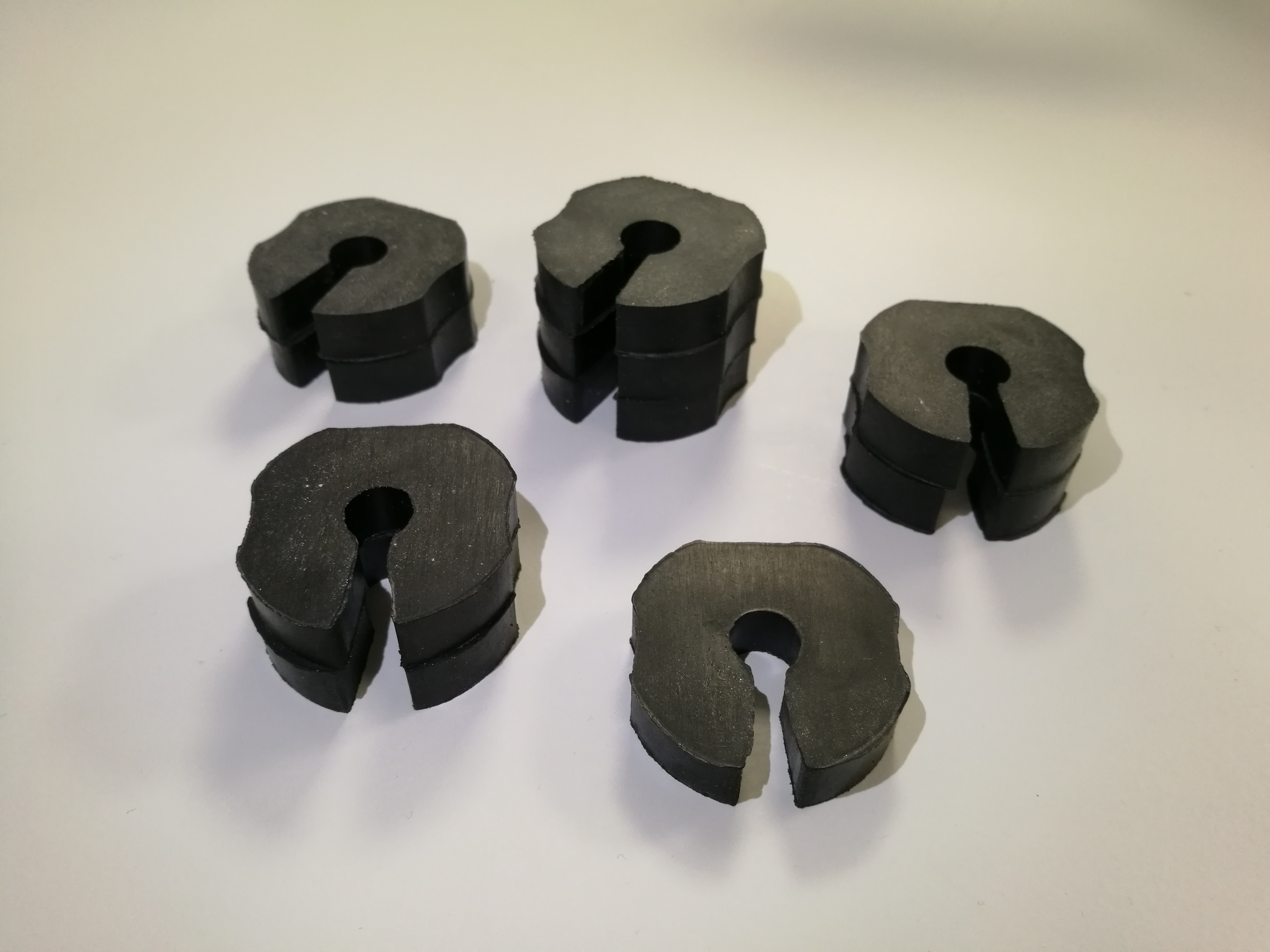
Einzelne Federwegsbegrenzer aus Gummi

Federwegbegrenzer werden an die Kolbenstange des Stoßdämpfers geclipst und beeinträchtigen so den Federweg.

## Funktion, Aufbau und Montage
Aufgrund des verkürzten Federweges, der durch die Begrenzer gegeben ist, setzt der Stoßdämpfer früher auf. Das Fahrzeug kann dementsprechend nicht mehr über die volle Distanz abfedern, womit ein Schleifen diverser Bauteile am Rad oder ein Aufsetzen der Karosserie bei tiefergelegten Fahrzeugen verhindert wird.
Durch Aussparungen können die Federwegbegrenzer ohne Ausbau der Stoßdämpfer an der Kolbenstange montiert werden, wobei das jeweilige Lochmaß des Begrenzers auf den Durchmesser der Kolbenstange angepasst sein muss.
Hochwertige Federwegbegrenzer verfügen über Pins an der Oberseite, wodurch diese mit baugleichen Elementen verbunden werden können.

## Nachteile
Federwegbegrenzer wirken sich direkt auf das Fahrverhalten aus. Da der Stoßdämpfer durch diese eine kürzere Strecke zurücklegt, sind ein härteres Dämpfungsverhalten, sowie eine höhere Belastung auf Karosserie und Fahrzeuginsassen die Folge.
Über einen längeren Zeitraum können Federwegbegrenzer Schäden an der Radaufhängung verursachen, da Dome und Federbein nicht auf diese Art von veränderter Belastung ausgelegt sind.
Auch sind hohe Geschwindigkeiten, sowie eine schwere Beladung des Autos nachteilig, da sich das Fahrzeug aufgrund der veränderten Fahrdynamik in Gefahrensituationen nicht mehr vollständig kontrollieren lassen könnte.

## Materialien
Federwegbegrenzer sind je nach Hersteller in verschiedenen Formen und Größen sowie mit einem unterschiedlichen Lochmaß erhältlich.
Die meisten Begrenzer sind aus haltbarem Gummi oder aus Plastik gefertigt.